# Johann Heinrich Menken
 Johann Heinrich Menken  (* 19. Juli 1766 in Bremen; † 1. Januar 1838 in Bremen) war ein deutscher Maler.

## Biografie
Menken war der Sohn des Bremer Kaufmanns Gootje (auch Goetje, Gätje) Menken und von Marie Sophie Eleonore geb. Tiling (Tochter von Pastor Tiling), Enkel des Kaufmanns J. H. Menken, Bruder des Pastors Gottfried Menken und Vater des Malers und Grafikers Gottfried Menken. Der Vater erlebte einen geschäftlichen Niedergang und musste sich als Milchhändler und Kapitän der Bürgerwehr der Vorstadt durchschlagen.  Menken war verheiratet mit einer Tochter von Senator Dreyer. Er besuchte das Paedagogeum in Bremen. Dann absolvierte er eine kaufmännische Lehre. Schon als Kind war er ein begabter Zeichner. Der Kaufmann Peter Wilckens förderte ihn auf seinem Weg zum Maler und besaß über 30 Ölgemälde sowie viele Zeichnungen aus seiner frühesten Zeit.
1792 besuchte Menken die Allgemeine Kunst-Academie der Malerey, Bildhauer-Kunst, Kupferstecher- und Baukunst in Dresden und erhielt technische und künstlerische Anleitungen von Johann Christian Klengel (1751–1824). Der holländische Maler Salomon van Ruysdael (um 1600–1670) war einer seiner Vorbilder. Er brach, wie die Niederländer, mit der noch idealisierenden und heroischen Landschaftsmalerei des Barocks. 1797 heiratete er Ida Adriane Dreyer, die Tochter des Ratsherrn Dr. Dreyer, der den Künstler vielfältig unterstützte. 1795 nahm er seine Arbeit als Maler in Bremen auf. Menken stellte bevorzugt und zunehmend im späteren Leben Landschaften und Tiere da. Viele bremische Motive zeigen seine Verbundenheit zu seiner Heimatstadt auf. Thumsener, Jurist und Historiker, schrieb: „Es beginnt ein zweiter Abschnitt seines Privatlebens und seiner Künstlerlaufbahn, auf welcher indeß weniger erfreuliches und begegnet, dagegen manche Schattenseite zum Vorschein kommen.“ Durch seine undifferenzierte und Viel- und Schnellmalerei (fa presto) konnte er nicht die von ihm erwarteten Erfolge erreichen. Der glatte bisherige Berufsweg führte zur Überheblichkeit. Thumsener urteilt: „Die Überschätzung des eigenen Kunsttalents ... steigert seine Ansprüche auf Vergütung des Werthes ... bei gleichzeitiger Geringschätzung alles anderen gleichzeitigen Künstlerwerths und Kunsturtheils.“ Auch die Kritik seines einstigen Lehrers Klengel an seinen besten Schüler mit der Bemerkung „Da ist ein reißender Strom aus seinem Bette getreten“,   änderte nichts. Die Gönner zogen sich zurück.

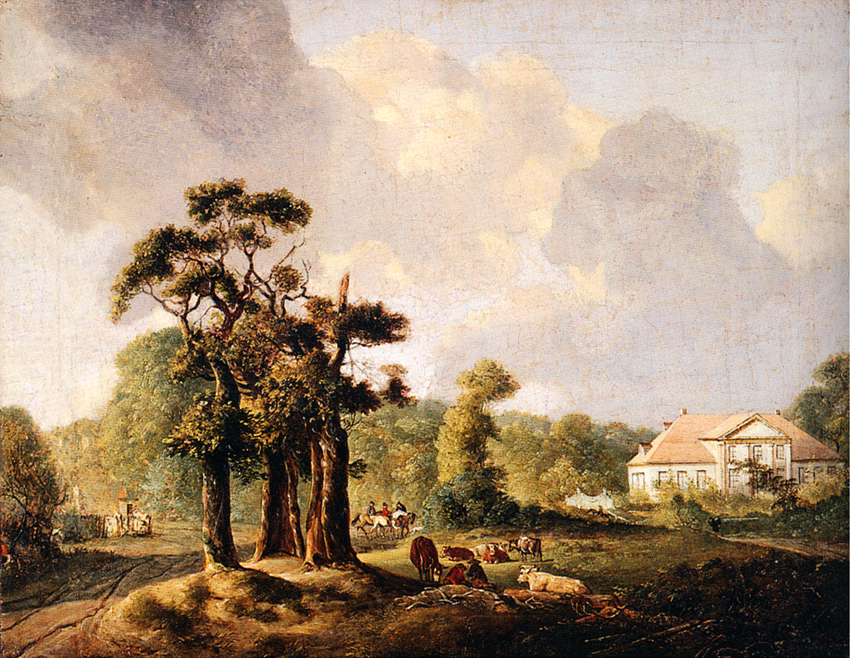
Gemälde Menkens aus dem Jahr 1800 von Gut Landruhe, das 1795 für Carl Philipp Cassel in Horn erbaut worden war.

Von 1799 bis 1801 wohnte er bei seinem Bruder Gottfried Menken. Er reist in Deutschland umher. Ab 1801 stellte er in Bremen nunmehr Kupferstiche her. Auch hier hatte er nur mäßigen Erfolg. Wohnen und Malen durfte er von 1801 bis 1806 im Haus von Wilkens. 1807 stand im Adressbuch, dass seine Unterkunft in der Vorstadt sei. Er wurde nun Zeichenlehrer am Paedagogeum. Zudem war er ab etwa 1806 bis 1811 Capitain der Neustädter Bürgerkompanie, nachdem dieser Posten durch den Tod seines Vaters frei geworden war. Als polizeilicher Leiter eines Abschnitts exerzierte er mit fünf vorstädtischen Bürgerkompanien. Auch betätigte er sich als Kunsthändler und Restaurator. 1814 wurde aus dem Vorstadts-Capitain ein Policei-Commißair der Vorstadt, der 450 Taler jährlich bekommt; Geld das sein künstlerisches Schaffen wieder ermöglichte.
Durch den Arzt Nikolaus Meyer („Goethes Bremer Freund“) bestanden Kontakte zu Johann Wolfgang von Goethe. Goethe würdigte seine Tierbilder durchaus positiv, so auch 1806 anlässlich einer Kunstausstellung in Weimar.
Er lieferte seine Tierbilder für das Werk Reineke Fuchs von Goethe. 1810 sind seine Zeichnungen zu dem Erzählungsbuch von Betty Gleim ein glatter Misserfolg. Zum Werk Henning der Han, einem plattdeutschen Gedicht von Caspar Friedrich Renner lieferte er 1813 die Illustrationen.
Das Mitglied der Bremer Polizeidirektion Carl Jacob Ludwig Iken vertiefte in seinen Briefen an Goethe die Verbindungen und übersandte mehrfach Zeichnungen des Malers, die in Weimar gut aufgenommen wurden. Im September 1817 regt er bei Goethe an, Menken durch eine „Promotion zur philos. Doktorwürde und als Magister der schönen Künste“ zu würdigen. So wurde im Dezember 1817 Menken Ehrendoktor der Philosophischen Fakultät der Universität Jena. 1818 wurde er vom Bremer Senat dann auch zum Professor der schönen Künste ernannt. Er war Mitglied des 1823 gegründeten Kunstvereins Bremen und 1824 Ehrenmitglied. 1827 verlor er einen großen Teil seiner Kunstwerke durch einen Brand. Zahlreiche Tierbilder und Landschaften blieben aber erhalten.